# 우로보로스

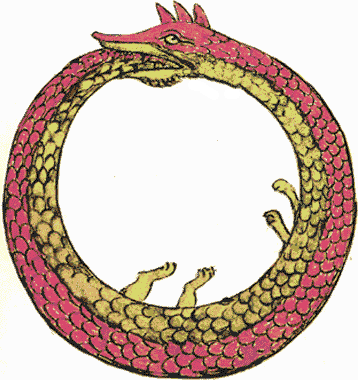
우로보로스 그림 (1478년).

우로보로스(그리스어: ουροβóρος)는 "꼬리를 삼키는 자"라는 뜻이다. 고대의 상징으로 커다란 뱀 또는 용이 자신의 꼬리를 물고 삼키는 형상으로 원형을 이루고 있는 모습으로 주로 나타난다. 수세기에 걸쳐서 여러 문화권에서 나타나는 이 상징은 시작이 곧 끝이라는 의미를 지녀 윤회사상 또는 영원성의 상징으로 인식되어왔다. 시대가 바뀌면서 우로보로스는 점차 많은 개념을 함께 지니게 되었는데, 특히 종교적·미신적 상징으로 중요한 상징의 하나로 특히 중세 연금술의 대표적인 상징물이 되었고 현대에서도 칼 융과 같은 심리학자들에 의해 인간의 심성을 나타내는 상징으로 여겨졌다. 따라서 어느 특정한 종류의 생물을 가리키는 것이 아니라 어떤 개념을 뜻하는 것이라고 볼 수 있다.

## 고대 그리스
옛날 사람들은 그저 오래된 껍질을 벗어버리는 것에 불과한 뱀의 탈피 행동을 ‘낡은 육체를 버리고 새로운 육체를 얻었다’고 생각하였다. 늙은 육체를 버리고 젊어진다는 것은 불의의 사고를 당하거나 죽음을 당하지 않는 한 언제까지나 죽지 않는 불사신이라는 것을 가리켰다. 이 생각이 발전하여 우로보로스가 생겨난 것이다.
고대 그리스에서는 우로보로스가 자신의 입(몸의 시작)으로 자신의 꼬리(몸의 끝)을 묾으로써 처음과 마지막이 묶인 원이 되어 탄생과 죽음의 결합을 상징한다고 생각되었다. 또한 원을 손가락으로 따라가다 보면 끝을 찾지 못하고 무한하게 회전을 되풀이한다는 점 때문에 우로보로스에게도 ‘불사’ 또는 ‘무한’ 등과 같은 의미가 주어졌다. 그리고 그 속에는 탄생과 죽음을 끝없이 되풀이하는 ‘시간’이라는 의미도 포함되어 있었다.
이와 반대로 자기가 자기의 꼬리부터 먹기 시작했을 경우, 마지막에는 아무것도 남지 않는다는 유머러스한 상상 때문에 우로보로스를 ‘무(無)’라고 여기는 생각도 있었다.

## 영지주의
서기 2세기 무렵부터 활발해졌던 기독교계 이단인 영지주의에서는 우로보로스야말로 예수 그리스도를 상징한다고 생각하여 뱀을 공경했다. 그 이유는 탄생과 죽음을 되풀이하는 우로보로스 속에서 예수의 부활을 발견했기 때문이다. 그러나 이윽고 영지주의파는 뱀을 악마의 하수인으로 여기는 당시 로마 가톨릭 교회에 의해 탄압을 받고 쇠퇴했다.

## 연금술
중세의 연금술사들은 자신들의 지식을 감추려고 많은 암호와 기호를 써서 사람들의 눈을 피했다. 특히 우로보로스를 가장 중요한 상징으로 여겼으며, 이를 의미하는 문자로서‘O’를 사용했다. 이는 우로보로스가 처음과 끝을 동시에 가진 존재, 즉 ‘모든 것’이라고 생각했기 때문이다. 따라서 우로보로스는 ‘세계’와 ‘완전’과 같은 의미도 내포하게 되었다.
한편 이 처음과 끝 사이에는 ‘과정’이 있는데 그것은 언제나 바뀌게 마련이므로, 우로보로스란 이름에는 ‘변화’라는 뜻도 포함되어 있었다. 그리고 이 ‘완전’과 ‘변화’라는 개념 때문에 우로보로스는, 또한 아무것도 아닌 하찮은 금속을 완전한 금속인 황금으로 변화시키는 현자의 돌을 나타내는 상징물이 되었다. 아울러 그것이 모든 지식의 근원이라는 생각에서, 우로보로스는 ‘지식’까지도 뜻하게 되었다.

## 같이 보기
- 반장 (상징)
- 영원주의
- 무한 루프
- 뫼비우스의 띠
- 콰인 (컴퓨팅)
- 자기언급
- 발크누트